# João, Duque da Borgonha
João I (Dijon, 28 de maio de 1371 — Montereau, 10 de setembro de 1419), cognominado Sem Medo ou o Temerário, foi duque da Borgonha, conde de Artésia, da Flandres e de Charolais e conde palatino da Borgonha de 1404 até sua morte.

## Juventude
Nasceu no Palácio dos Duques da Borgonha, em Dijon, filho do duque Filipe II e da condessa Margarida III de Flandres. Como herdeiro aparente, foi cedido a ele, em 1384, o título de conde de Nevers, ao qual passou para o seu irmão Filipe ao ascender ao ducado.
Em 12 de abril de 1385, em Cambrai, casou-se com Margarida da Baviera, filha de Alberto da Baviera-Straubing e de Margarida de Brzeg.
Na década seguinte ao seu casamento, seu pai o iniciou nas artes do governo e da guerra, embora não tenha lhe dado cargo algum de responsabilidade. Mesmo em 1396, aos 24 anos de idade, quando se tornou líder da cruzada borgonhesa contra os turcos otomanos em defesa da Hungria, sua liderança foi apenas nominal. A verdadeira condução da expedição, que terminou na derrota desastrosa na batalha de Nicópolis e na captura de João pelos turcos (aventura que lhe rendeu o apelido de Sem Medo), foi confiada a um grupo de conselheiros escolhidos por Filipe. João evidentemente se beneficiou com os erros desses comandantes, pois sua carreira subsequente mostrou que ele foi o único dos governantes borgonheses da dinastia de Valois que soube ministrar um exército. Ele foi cativo dos turcos durante um ano, e foi solto após seu pai pagar seu resgate.

## Disputa com o Duque de Orleães

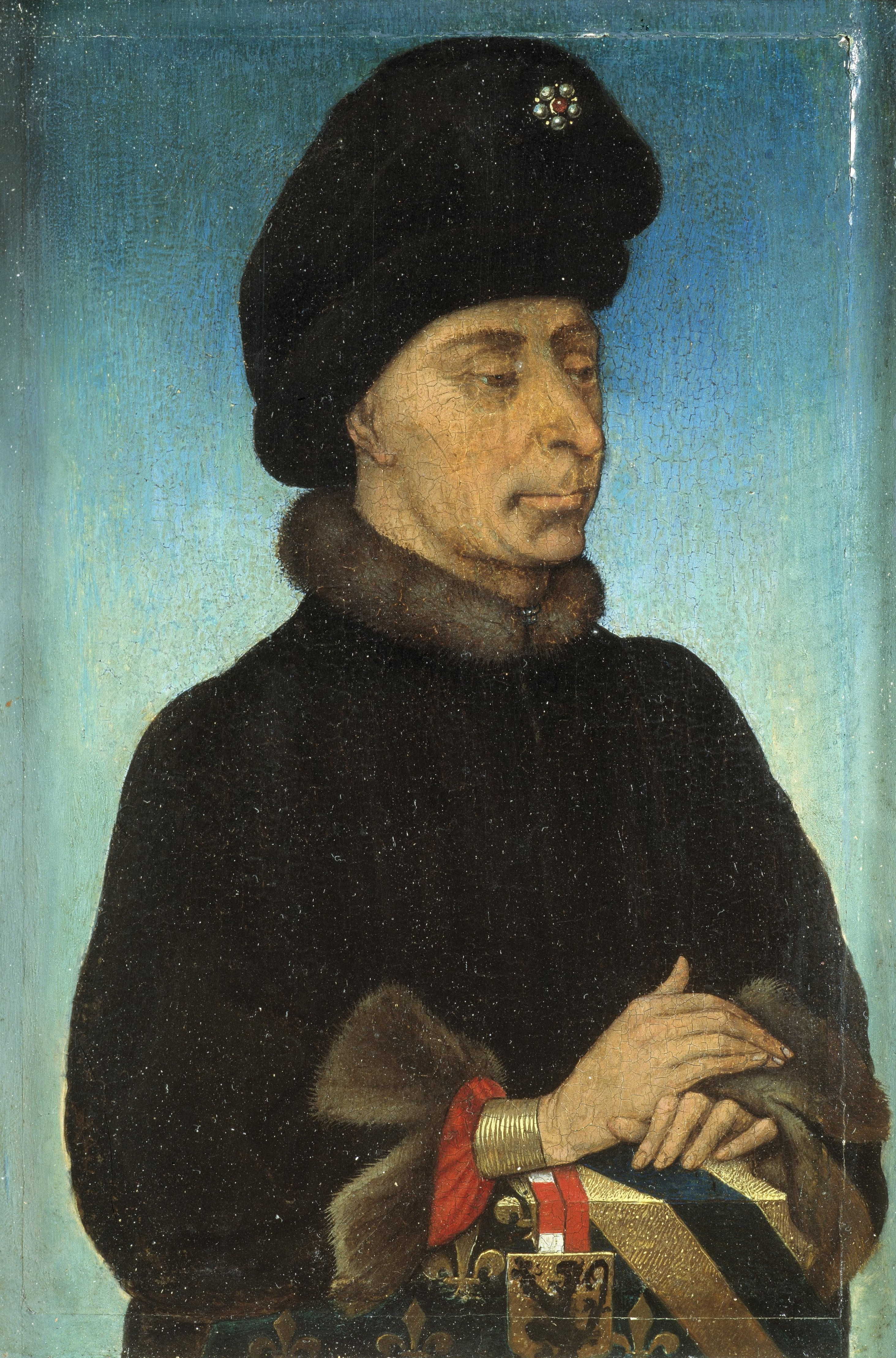
João Sem Medo, Duque da Borgonha.

Quando João enfim sucedeu seu pai, em 1404, ele tinha 33 anos de idade. Ele passou a maior parte de seu tempo e investiu consideravelmente suas energias políticas e militares na França, sendo Paris sua residência habitual e sede de governo. Sua única participação pessoal significante como duque da Borgonha em grandes eventos fora da França aconteceu em 1408, quando liderou um exército para socorrer seu cunhado em apuros, o bispo de Liège, João III da Baviera, contra os cidadãos de estavam revoltosos. No campo de Othée, em 23 de setembro de 1408, os homens de Liège foram derrotados de vez, e a influência borgonhesa se estendeu sobre o bispado de Liège
Desde o início, João se encontrou envolvido nas questões do reino, e foi, em parte, responsável por provocar uma guerra civil com uma casa rival, encabeçada por seu primo, Luís, duque de Orleães, irmão mais novo do rei. Cada um buscava o controle do débil rei Carlos VI, de sua rainha e de Paris.
João investiu em casamentos, trocando sua filha Margarida por Micaela de Valois, que casar-se-ia com seu herdeiro, Filipe. Ele também não ignorou a importância da classe média de comerciantes ou a Universidade de Paris.
Luís tentou ganhar a graça da rainha Isabel e pode ter sido seu amante. Após um jogo de esconde-esconde, no qual seu genro, o delfim da França, foi sucessivamente raptado e resgatado por ambos os partidos, João conseguiu ser eleito por decreto real - durante um dos períodos de insanidade do rei - guardião do delfim e dos filhos do rei. Isto acirrou ainda mais a rivalidade entre os duques da Borgonha e d'Orleães.
Logo, os dois rivais começaram a se ameaçarem abertamente. Seu tio, João, duque de Berry, assegurou uma promessa solene de reconciliação. Todavia, três dias depois, em 23 de novembro de 1407, Luís foi assassinado brutalmente nas ruas de Paris. Ele foi atacado ao montar em seu cavalo por um grupo de homens que amputaram seus braços. Ninguém duvidava de que a ordem viera do duque da Borgonha, o qual admitiu o feito pouco tempo depois, e ainda declarou que foi um ato justificável de "tiranicídio". Após uma fuga de Paris e de algumas escaramuças com o partido orleanista, João conseguiu recuperar a graça do rei. No tratado de Chartres, assinado em 9 de março de 1409, o rei absolveu o duque da Borgonha do crime, e João e o filho de Luís, Carlos, fizeram uma promessa solene de reconciliação. Um édito posterior renovou a guarda do delfim por João.
Mesmo com a disputa com Orleães tenha sido resolvida em seu favor, João não teria uma vida fácil. O filho e herdeiro de Luís, Carlos, reuniu aliados, entre os quais, Bernardo VII, conde de Armagnac, para apoiá-lo em suas reivindicações à propriedade que lhe foi confiscada. A paz foi jurada solenemente em 1410, e João retornou para a Borgonha, e Bernardo permaneceu em Paris e, supostamente, no leito da rainha.
Durante os cinco anos entre 1413 e 1418, nos quais os Armagnacs sucederam em expulsar os borgonheses de Paris, a situação interna da França se complicou ainda mais por uma nova invasão inglesa liderada por Henrique V. João foi um dos príncipes franceses que, fingindo fazer o seu melhor para chegar ao campo de batalha de Azincourt para combater os ingleses, em 1415, atrasou-se inexplicavelmente no caminho. Seus dois irmãos, Antônio, duque de Brabante, e Filipe II, conde de Nevers, porém, morreram lutando pela França. Ele participou das negociações de paz, mas sua atitude era ambígua. Todavia, suas negociações intermitentes com o rei inglês não resultaram numa aliança firme.

## Conflito com o delfim e morte

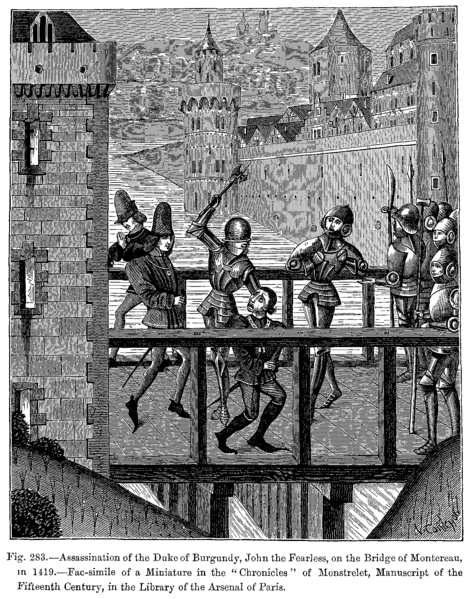
Assassinato de João Sem Medo, Duque da Borgonha.

Dois anos depois, o exército borgonhês iniciaram a tarefa de conquistar Paris. Em 30 de maio de 1418, eles subjugaram a cidade, mas não antes de o delfim, o futuro rei Carlos VII, fugir. Ele então se instalou na cidade e se fez protetor do rei. Com o norte inteiro da França dominado pelos ingleses e Paris ocupada pelos borgonheses, o delfim tentou se reconciliar com João. Eles se encontraram, em julho, e juraram paz na ponte de Pouilly, perto de Melun. Baseado em que a paz não fora suficientemente assegurada no encontro de Pouilly, uma nova entrevista foi marcada pelo delfim para o dia 10 de setembro de 1419, na ponte de Montereau. João estava presente com sua escolta para o que considerava um encontro diplomático. Contudo, ele foi assassinado pelos companheiros do delfim. Seu corpo foi sepultado em Dijon.

## Descendência
| Nome      | Nascimento          | Falecimento            | Observações |
| --------- | ------------------- | ---------------------- | --- |
| Margarida | 1390                | 2 de fevereiro de 1441 | Duquesa de Guyenne, condessa de Gien, de Montargis, de Dun-le-Roy e de Fontenay-le-Comte. Casou-se primeiramente (1404) com Luís, delfim da França, duque de Guyenne (1397-1415). Casou-se segundamente (1423) com Artur da Bretanha, conde de Richmond e de Dreux e futuro duque da Bretanha. |
| Catarina  | 1391                | 1414                   | Prometida a Filipe d'Orleães, conde de Vertus e a Luís d'Anjou. Faleceu em Gante. |
| Maria     | c.1394              | 30 de outubro de 1463  | Casou-se (1406) com Adolfo, conde de Clèves. Faleceu em Monreberg, perto de Kalkar. |
| Isabel    | c.1395              | 18 de setembro de 1412 | Casou-se (1406) com Olívio de Châtillon de Blois, conde de Penthèvre. Faleceu em Rouvres. |
| Filipe    | 30 de junho de 1396 | 15 de junho de 1467    | Sucedeu seu pai em 1419 como duque da Borgonha. |
| Joana     | outubro de 1399     | 1406                   | Nasceu em Bouvres. Morreu nova. |
| Ana       | 1404                | 14 de novembro de 1432 | Casou-se (1423) com João, duque de Bedford. Faleceu ao dar a luz, em Paris. |
| Inês      | 1407                | 1 de dezembro de 1476  | Casou-se (1425) com Carlos de Bourbon, conde de Clermont. |

Com a amante Inês de Croÿ:
- João, bastardo da Borgonha (Dijon, 1404 - Mechelen, 27 de abril de 1479), bispo de Cambrai.

Com a amante Margarida de Borsele:
- Antônio;
- Guido (-1436), senhor de Cruybeke;
- Filipa, casada (1429) com Antônio de Rochebaron, barão de Baron de Berze-le-Chatel.